# Ray Lewis
Raymond Anthony Lewis Jr. (Bartow, 15 de maio de 1975) é um ex-jogador de futebol americano que atuava como linebacker pelo Baltimore Ravens na NFL. Chegou aos Ravens pelo Draft em 1996 e lá permaneceu durante toda a sua carreira como jogador profissional. Ao longo desse período, ele foi selecionado para treze Pro Bowls e foi nomeado pela Associated Press como All-Pro dez vezes. Ele ganhou o prêmio de NFL Defensive Player of Year (Defensor do Ano da NFL) em 2000 e 2003, sendo o sexto jogador a ganhar esse prêmio por mais de uma vez. Ele foi também o segundo linebacker a ser nomeado MVP de um Super Bowl, quando sua equipe venceu o New York Giants por 34-7 no Super Bowl XXXV. Reconhecido como um dos maiores linebackers de todos os tempos, Lewis foi mencionado na lista dos melhores jogadores da história da NFL em 2010, ocupando a 18º posição. O jogador se aposentou oficialmente ao término da temporada de 2012, consagrando-se campeão pela segunda vez na carreira no seu último jogo como profissional (Super Bowl XLVII). Em 2018, foi homenageado sendo introduzido no Pro Football Hall of Fame.

## Carreira universitária
Lewis se matriculou na Universidade de Miami, onde ele era um membro do time de futebol americano Miami Hurricanes. Como um calouro, ele se tornou o titular dos cinco últimos jogos dos Hurricanes. Ele compilou 81 tackles, dois sacks, dois tackles para perda de jardas e quatro passes desviado a caminho de ser nomeado para o time All-American.
Em seu segundo ano, Lewis ganhou honras de primeira equipe All-American e All-Big East. Lewis liderou a Big East com 153 tackles e também contribuiu com nove tackles para perda de jardas, dois sacks e uma interceptação em uma equipe que teve a defesa mais bem classificada do país e terminou em sexto lugar nas pesquisas dos escritores e dos técnicos.
O terceiro ano de Lewis foi ainda mais bem-sucedido, pois ele foi novamente nomeado para as equipes All-American e All-Big East, e terminou como vice-campeão do Butkus Award, entregue ao melhor jogador linebacker do futebol americano universitário. Lewis terminou essa temporada com 160 tackles, a segunda maior marca na história da Universidade de Miami, além de oito tackles para perda de jardas, dois sacks, duas interceptações, fumble forçado, quatro passes desviado e um touchdown.
Lewis liderou a Big East em tackles nas últimas duas temporadas e detem o posto de quinto jogador com mais tackles na história de Miami, apesar de jogar apenas três temporadas.
Após a temporada de 1995, Lewis decidiu renunciar ao seu último ano de elegibilidade para a faculdade e entrar no Draft da NFL. O Baltimore Ravens, que estava entrando em sua temporada inaugural, selecionou Lewis na 26ª colocação geral na primeira rodada do Draft de 1996. Lewis obteve seu diploma de graduação em Artes e Ciências em 2004 na University of Maryland University College.

## Carreira profissional

### Temporada de 1996: ano de estreia
Considerado o quinto linebacker no Draft, Lewis era visto pelos olheiros como possuidor de velocidade, capacidade de ataque e intensidade, mas muitos consideravam sua falta de tamanho uma responsabilidade potencial.
Lewis conquistou a honraria do All-Rookie da USA Today depois que seus 15 tackles para perda de jardas liderou a NFL, além disso ele teve 110 tackles, 2,5 sacks, seis passes desviado e uma interceptação na temporada.

### Temporada de 1997
Lewis registrou um melhor desempenho na NFL com 184 tackles em 1997 e conquistou sua primeira vaga no Pro Bowl no final da temporada. 
Além disso, Lewis somou quatro sacks, uma interceptação, um fumble forçado, uma recuperação de fumble e 11 passe desviados.

### Temporada de 1998
Em 1998, Lewis fez sua segunda viagem ao Pro Bowl depois de ter 120 tackles, três sacks, duas interceptações, um fumble forçado e sete passes desviados. Ele liderou os Ravens em tackles pela terceira temporada consecutiva. Ele também foi nomeado para o All-Pro Team da Sporting News.

### Temporada de 1999
Em 1999, Lewis liderou a NFL em tackles com 168. Ele foi nomeado para um terceiro Pro Bowl direto e pro primeiro time All-Pro. Ele também totalizou 3,5 sacks, três interceptações, oito desvios de passes, um safety e um fumble forçado. 
Lewis venceu o prêmio de Linebacker do Ano da NFL em 1999, escolhido por ex-jogadores, votando de acordo com a posição em que jogavam.

### 2000: Defesa recorde e primeiro Super Bowl
Em 2000, Lewis liderou uma defesa que muitos chamam de a maior na história da NFL por uma única temporada. A equipe estabeleceu um recorde de menos pontos permitidos (165) e menor número de jardas permitida (970). A unidade terminou em primeiro lugar em seis categorias defensivas. 
Lewis ganhou os prêmios de MVP do Super Bowl XXXV, Jogador Defensivo do Ano, ganhou uma seleção All-Pro unânime e foi novamente nomeado para ser titular no Pro Bowl. Lewis acrescentou 31 tackles, duas interceptações, 9 passes desviados, uma recuperação de fumble e um touchdown nos quatro jogos de playoffs.

### Temporada de 2001
Em 2001, Lewis conquistou sua quinta seleção consecutiva ao Pro Bowl, quando liderou a NFL em tackles com 162 e ganhou honras All-Pro. Nos dois jogos de playoffs dos Ravens, ele totalizou 17 tackles, três fumbles forçados e um passe desviado.

### Temporada de 2002
Em 2002, Lewis limitou-se a apenas cinco jogos devido a uma lesão no ombro. Ele ainda conseguiu se classificar em quinto no time com 58 tackles. Além disso, Lewis compilou duas interceptações, dois passes desviado, um fumble forçado e uma recuperação de fumble. Lewis ganhou o prêmio de Jogador Defensivo da Semana da AFC na semana 4 contra o Denver Broncos depois de ter 18 tackles (11 solo), dois passes desviados e uma interceptação no Monday Night Football.
Depois de ter sido selecionado para o Pro Bowl por cinco temporadas consecutivas (1997-2001), a sequência de Lewis foi interrompida por sua lesão. Na sua ausência, a defesa do Baltimore Ravens terminaria em 19º lugar em pontos permitidos.

### Temporada de 2003

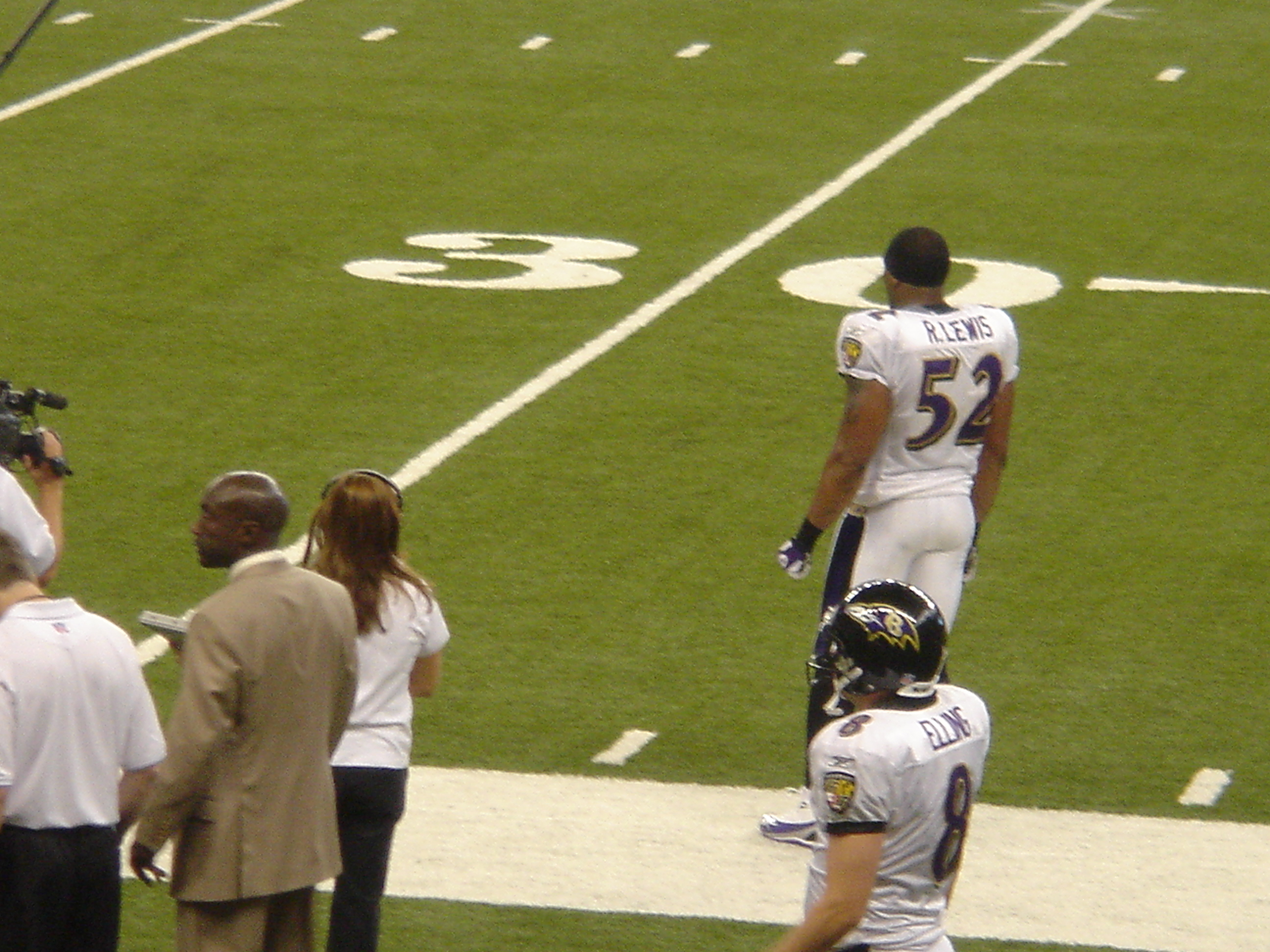
Lewis andando fora do campo em um jogo de 2005 no Ford Field em Detroit

Lewis foi o principal ganhador de votos para a equipe AP All-Pro de 2003, ganhando 49 dos 50 votos. Ele também venceu o prêmio de Jogador Defensivo do Ano da AP NFL com 43 votos em 50 possiveis. Além disso, Lewis ganhou o prêmio Pro Football Weekly, PFWA e Football Digest Defensive. Lewis terminou com 161 tackles, 1,5 sacks, seis interceptações, dois fumbles forçados, dois fumble recuperados, 14 passes desviados e um touchdown. Ele foi nomeado o Jogador Defensivo da NFL do mês de novembro e Jogador Defensivo da semana pela sua performance de 15 tackles contra o Pittsburgh Steelers na semana 17. Nos playoffs, Lewis somou 17 tackles.

### Temporada de 2004
Em 2004, Lewis foi nomeado pro primeiro-time All-Pro pela AP, Segundo Time All Pro pela Pro Football Weekly e pela Football Digest, e All Pro pelo The Sporting News. 
Ele terminou a temporada de 2004 com 146 tackles totais, um sack, duas recuperações de fumble, um forçado fumble e seis desvios de passe.

### Temporada de 2005
A temporada de Lewis foi interrompida por uma lesão na semana 6. Ele acumulou 46 tackles, um sack, uma interceptação, 2 passes desviados e uma recuperação de fumble nos seis jogos da temporada.

### Temporada de 2006
Em 2006, Lewis liderou a defesa dos Ravens ao melhor ranking da NFL em 14 categorias, incluindo total de jardas permitidas, pontos por jogo permitidos e interceptações. Os Ravens também terminaram em segundo lugar em sacks e jardas terrestres permitidas. Lewis perdeu dois jogos devido a uma lesão, mas ainda registrou 103 tackles, um recorde pessoal de cinco sacks, duas interceptações e oito passes desviados em 14 jogos. 
Os Ravens permitiram apenas um desempenho de 100 jardas nos 14 jogos disputados por Lewis. Ele foi eleito Jogador Defensivo da Semana da AFC depois de seu desempenho de sete tackle, um sack e 3 passes desviados contra o Tampa Bay Buccaneers na abertura da temporada. Ele também foi selecionado para o Pro Bowl, mas se retirou por causa de uma lesão na mão. Lewis terminou em quinto na votação para Jogador Defensivo do Ano.

### Temporada de 2007

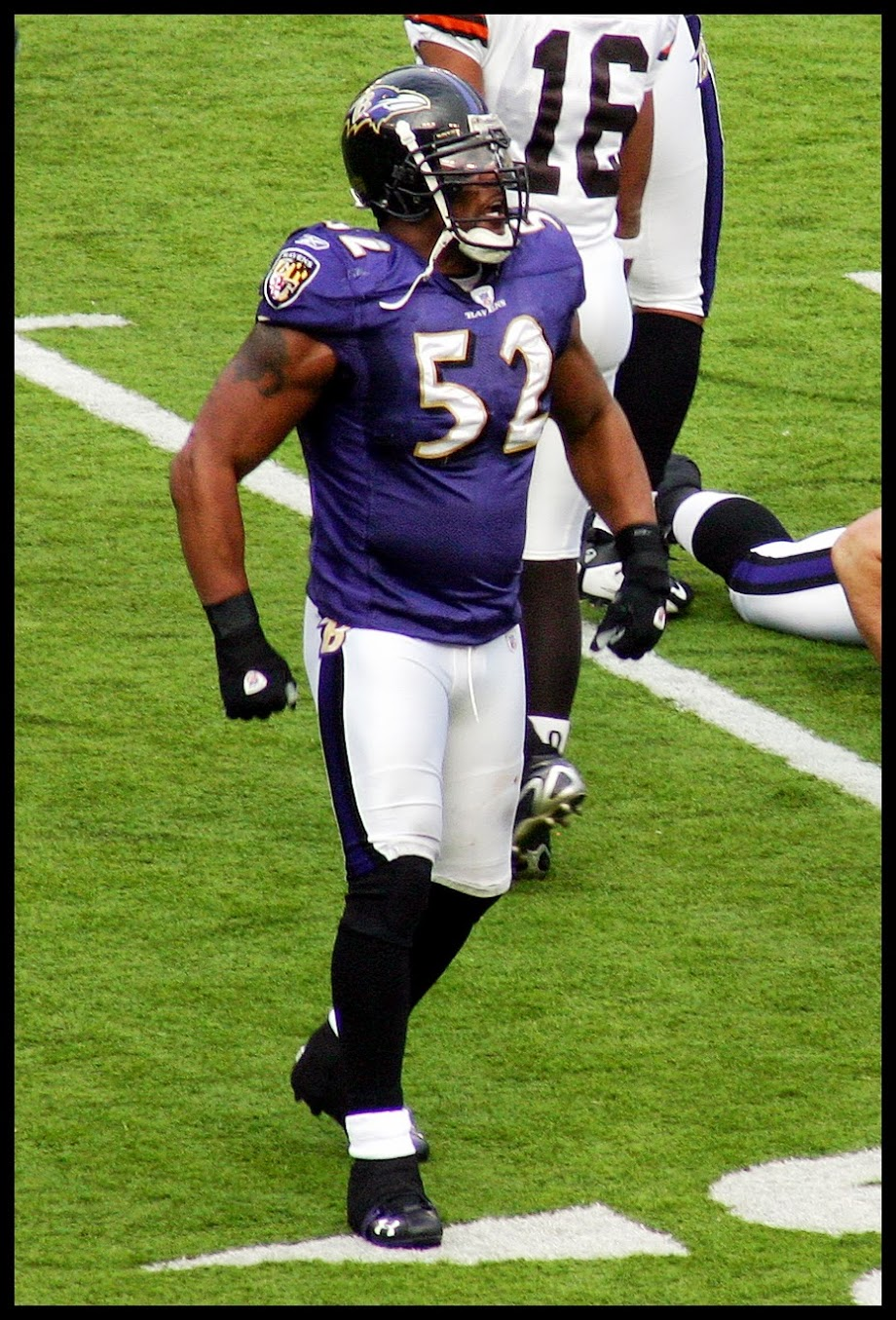
Lewis durante um jogo de 2007 contra o Cleveland Browns

Apesar da medíocre temporada de 2007 do Baltimore Ravens, Lewis foi o líder da equipe. Contra o Cleveland Browns, Lewis registrou 16 tackles, recuperou um fumble e retornou uma interceptação para um touchdown. Ele também ganhou sua 9° nomeação para o Pro Bowl em sua carreira de 12 anos. 
Ele terminou a temporada com 120 tackles totais, dois sacks, dois fumble forçados, um fumble recuperado, 10 passes desviados, duas interceptações e um touchdown.

### Temporada de 2008
Em 2008, Lewis liderou os Ravens ao AFC Championship, totalizando 117 tackles, 3,5 sacks, três interceptações, dois fumble forçado, duas recuperações de fumble e nove passes desviados. Ele foi escolhido como titular para o Pro Bowl, sua décima nomeação, e foi nomeado pela All-Pro pela Associated Press pela sexta vez. Além disso, ele foi nomeado Jogador Defensivo da Semana da AFC após oito tackles, duas interceptações e dois passes desviados contra o Houston Texans na semana 10. Nos playoffs, Lewis somou 29 tackles, dois fumbles forçados e um passes desviados em três jogos. 
Após a temporada, ele se tornou um agente livre irrestrito, mas concordou em retornar ao Baltimore Ravens para completar sua carreira. O contrato, que tinha duração até 2015 (incluindo dois anos de opção), foi estimado em US $ 10 milhões no primeiro ano.

### Temporada de 2009
Em 2009, Lewis foi nomeado pro Primeiro-Time All-Pro pela Associated Press pela sétima vez (9ª geral) e nomeado pro seu 11º Pro Bowl. Ele acumulou 134 tackles, 3 sacks , dois fumbles forçados, uma recuperação de fumble e sete passes desviados. Lewis acrescentou 21 tackles, um sack e um passe desviado em dois jogos de playoff. 
Na edição de setembro de 2009 da revista Sporting News, Lewis foi selecionado para sua equipe da década (2000).

### Temporada de 2010
Em 2010, Lewis foi nomeado Segundo-Time All-Pro pela Associated Press pela terceira vez (10° seleção All-Pro) e foi nomeado para seu 12° Pro Bowl. Ele totalizou 139 tackles, dois sacks, duas interceptações, dois fumble forçado, três recuperações de fumble, quatro passes desviados e um touchdown. Lewis acrescentou 13 tackles, um sack e um fumble forçado em dois jogos de playoffs.
No domingo, 21 de novembro de 2010, Lewis tornou-se apenas o segundo jogador da história da NFL a registrar pelo menos 30 interceptações e 30 sacks em sua carreira (sendo o outro, Rodney Harrison). Ele foi o jogador mais rápido (204 jogos) a conseguir esse feito.

### Temporada de 2011
Em 2011, Lewis foi nomeado para o seu 13º e último Pro Bowl, e liderou os Ravens com 95 tackles, apesar de perder quatro jogos com uma lesão. Lewis também coletou dois sacks, uma interceptação, dois fumble forçado e sete passes desviados. Lewis totalizou 20 tackles e um passe desviado em dois jogos de playoff. 
No domingo, 16 de outubro de 2011, Lewis se tornou o primeiro jogador da história da NFL com pelo menos 40 sacks e 30 interceptações em sua carreira.

### 2012: Final da carreira e segundo Super Bowl
Lewis sofreu uma lesão no tríceps em 14 de outubro de 2012 durante um jogo contra o Dallas Cowboys e passou por uma cirurgia três dias depois. Em 2 de janeiro de 2013, Lewis anunciou que se aposentaria depois que sua equipe terminasse os playoffs da NFL de 2012.
Ele retornou à ação para o jogo de 6 de janeiro de 2013 contra o Colts e levou a defesa a uma vitória por 24-9. Os Ravens derrotaram o Denver Broncos no Divisional Round por 38-35 e depois derrotaram os Patriots no AFC Championship Game por 28-13. 
O último jogo da carreira de Lewis na NFL foi o Super Bowl XLVII, onde os Ravens derrotaram o San Francisco 49ers por 34-31. Lewis terminou a temporada regular com 57 tackles, 1 sack, 1 fumble forçado, 1 fumble recuperado e 1 passe desviado em 6 jogos. Na pós-temporada, Lewis liderou a NFL com 51 tackles. Ele também contribuiu com 2 tackles para perda de jardas e 1 passe desviado no Super Bowl XLVII.

## Estatísticas
|          |          |       | Tackles | Tackles | Tackles | Sacks | Sacks  | Interceptações | Interceptações | Interceptações | Outros |
| Ano      | Time     | Jogos | Solo    | Ast     | Total   | Sack  | Jardas | Int            | Jardas         | TD             | Rec    |
| -------- | -------- | ----- | ------- | ------- | ------- | ----- | ------ | -------------- | -------------- | -------------- | ------ |
| 1996     | BAL      | 14    | 95      | 15      | 110     | 2,5   | 9      | 1              | 0              | 0              | 0      |
| 1997     | BAL      | 16    | 156     | 28      | 184     | 4,0   | 27     | 1              | 18             | 0              | 1      |
| 1998     | BAL      | 14    | 101     | 19      | 120     | 3,0   | 14     | 2              | 25             | 0              | 0      |
| 1999     | BAL      | 16    | 131     | 37      | 168     | 3,5   | 21     | 3              | 97             | 0              | 0      |
| 2000     | BAL      | 16    | 108     | 30      | 138     | 3,0   | 33     | 2              | 1              | 0              | 3      |
| 2001     | BAL      | 16    | 114     | 48      | 162     | 3,5   | 26     | 3              | 115            | 0              | 1      |
| 2002     | BAL      | 5     | 43      | 15      | 58      | 0,0   | 0      | 2              | 4              | 0              | 1      |
| 2003     | BAL      | 16    | 121     | 42      | 163     | 1,5   | 11     | 6              | 99             | 1              | 2      |
| 2004     | BAL      | 15    | 101     | 46      | 147     | 1,0   | 9      | 0              | 0              | 0              | 2      |
| 2005     | BAL      | 6     | 38      | 8       | 46      | 1,0   | 1      | 1              | 0              | 0              | 1      |
| 2006     | BAL      | 14    | 80      | 23      | 103     | 5,0   | 37     | 2              | 27             | 0              | 1      |
| 2007     | BAL      | 14    | 83      | 38      | 121     | 2,0   | 7      | 2              | 35             | 1              | 1      |
| 2008     | BAL      | 16    | 84      | 33      | 117     | 3,5   | 33     | 3              | 43             | 0              | 2      |
| 2009     | BAL      | 16    | 94      | 39      | 133     | 3,0   | 16     | 0              | 9              | 0              | 1      |
| 2010     | BAL      | 16    | 102     | 37      | 139     | 2,0   | 8      | 2              | 26             | 1              | 3      |
| 2011     | BAL      | 12    | 72      | 23      | 95      | 2     | 16     | 1              | 4              | 0              | 0      |
| 2012     | BAL      | 6     | 44      | 13      | 57      | 1     | 0      | 0              | 0              | 0              | 1      |
| Carreira | Carreira | 228   | 1 567   | 494     | 2 061   | 41,5  | 266    | 31             | 503            | 3              | 20     |
| Playoffs | Playoffs | 21    | 135     | 79      | 214     | 2,0   | 17     | 2              | 54             | 1              | 1      |

## Julgamento de assassinato
Após uma festa do Super Bowl XXXIV em Atlanta, em 31 de janeiro de 2000, uma briga começou entre Lewis e seus companheiros e outro grupo de pessoas, resultando na morte de Jacinth Baker e Richard Lollar. Lewis e dois companheiros, Reginald Oakley e Joseph Sweeting, foram interrogados pela polícia de Atlanta e, 11 dias depois, os três homens foram indiciados por assassinato e acusações de agressão agravada. O terno branco que Lewis usava na noite dos assassinatos nunca foi encontrado. O promotor do distrito de Fulton County, Paul Howard, alegou que o terno manchado de sangue foi jogado em uma lata de lixo do lado de fora de um restaurante de fast food. Uma faca encontrada no local não tinha nenhuma impressão digital ou DNA. Lewis subsequentemente testemunhou que Oakley e Sweeting tinham comprado facas. O sangue de Baker foi encontrado dentro da limusine de Lewis.
Duas semanas após o julgamento, os advogados de Lewis, Don Samuel e Ed Garland, negociaram um acordo com o promotor onde as acusações de assassinato contra Lewis foram rejeitadas em troca de seu depoimento contra Oakley e Sweeting, e sua confissão a uma acusação de obstrução de Justiça. Lewis admitiu ter dado uma declaração enganosa à polícia na manhã seguinte às mortes (inicialmente dizendo-lhes que ele não estava no local). A juíza da Corte Superior, Alice D. Bonner, condenou Lewis a 12 meses de liberdade condicional. Ele também foi multado em US $ 250.000 pela NFL, que se acreditava ser a maior multa aplicada contra um jogador da NFL por uma infração não envolvendo abuso de substâncias. Sob os termos da sentença, Lewis não podia usar drogas ou álcool durante a duração da pena.
Oakley e Sweeting foram absolvidos das acusações em junho de 2000. Nenhum outro suspeito foi preso pelo incidente.
Durante uma entrevista pré-jogo gravada com Shannon Sharpe que foi ao ar na CBS antes do Super Bowl XLVII, Sharpe disse a Lewis que as famílias dos homens mortos acham difícil ver Lewis idolatrado por milhões de fãs, acreditando que ele sabe mais sobre as mortes do que ele compartilhou e perguntou o que ele tinha a dizer para essas famílias. Lewis respondeu: "Deus nunca cometeu um erro. Se você soubesse, se você realmente soubesse como Deus trabalha, ele não usa pessoas que cometem algo".
A gestão de crises dos Ravens em torno do julgamento por assassinato de Lewis foi revisitada por Brian Billick, então um analista de mídia, após a prisão de Aaron Hernandez em 2013 e sua rápida dispensa pelo New England Patriots.

## Legado

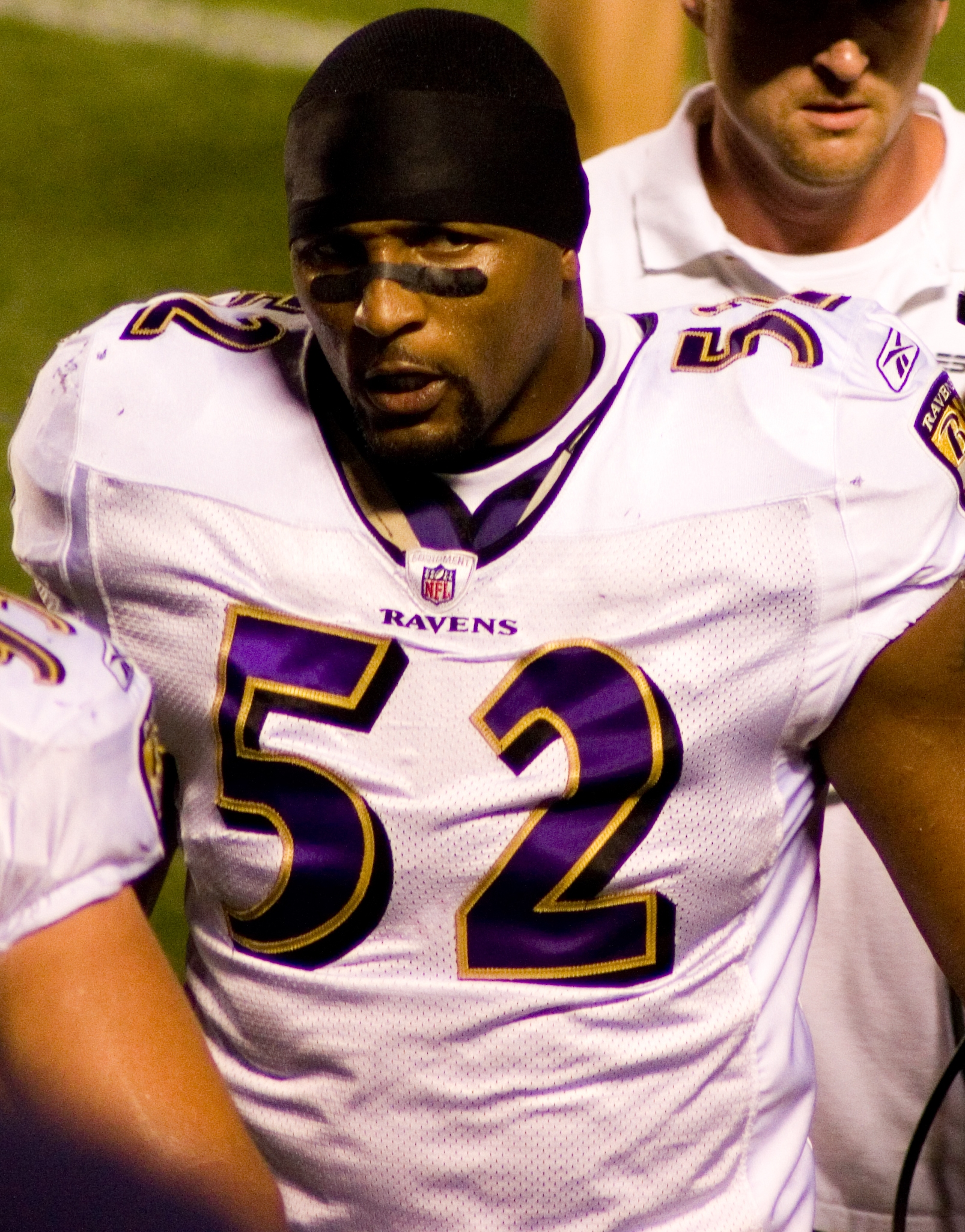
Ray Lewis em 2008.

Ao longo de sua carreira, Lewis construiu uma reputação como líder e intimidador. Ele liderou sua equipe em tackles em 12 de suas 14 temporadas. Os Ravens não permitiram um único jogador a chegar a 100 jardas em 51 jogos consecutivos das temporadas de 1998 a 2001. Além de sua defesa de corrida, Lewis também ganhou uma reputação como um defensor completo. Suas 31 interceptações o colocam em 5º entre todos os linebackers da NFL, e apenas 6 a menos que o primeiro lugar. 
Uma pesquisa de treinadores da NFL o selecionou como o jogador mais dominante na NFL antes da temporada de 2003, sendo mencionado em 10 votos, enquanto nenhum outro jogador foi mencionado mais de duas vezes. O dono da equipe, Steve Bisciotti, declarou sua intenção de erguer uma estátua de Lewis e em 4 de setembro de 2014, dias antes da abertura da temporada dos Ravens, uma estátua de Lewis foi revelado em frente ao M & T Bank Stadium.

### Outros trabalhos
Em 2004, Lewis foi colocado na capa do popular videogame, Madden NFL 2005, publicado pela EA Sports, e também é um jogador ávido da mesma série. Em 2006, foi anunciado que Lewis, Gale Sayers e o empresário Mark Bloomquist formariam a S & L Racing, com a intenção de pilotar carros e caminhões mas a tentativa de Lewis de participar das corridas da NASCAR falhou.
Em 13 de março de 2013, foi anunciado que Lewis se juntaria à ESPN como contribuinte para a cobertura da NFL. Lewis foi demitido pela ESPN em 2016. Em 20 de junho de 2017, foi anunciado que Lewis havia sido contratado pela Fox Sports.

## Atividades de caridade
Lewis tem estado fortemente envolvido em atividades beneficentes ao longo de sua carreira profissional. Ele fundou a Ray Lewis 52 Foundation, uma corporação sem fins lucrativos cuja missão é fornecer assistência pessoal e econômica a jovens carentes. A fundação financiou eventos como a adoção de 10 famílias na comunidade de Baltimore City nos feriados, um leilão anual de celebridades e torneio de boliche, o Great Maryland Duck Derby, passeios de comida de Ação de Graças na North Avenue em Baltimore e Ray's Summer Days. Todos os rendimentos ajudaram a financiar a Fundação Ray Lewis.
Desde então, Lewis esteve envolvido na pressão de líderes políticos, empresariais e filantrópicos por um compromisso mais forte com os esportes de deficiência tanto aqui quanto no mundo em desenvolvimento. Lewis também foi homenageado com um prêmio JB (nomeado em homenagem ao locutor da CBS, James Brown) durante o período de entressafra de 2006 e recebeu o prêmio "Act of Kindness" por seu trabalho na comunidade.

## Prêmios e elogios
Desde o seu ano de estreia em 1996, Lewis ganhou vários prêmios da NFL, sendo nomeado Defensive Player of the Year duas vezes (2000 e 2003), bem como Super Bowl MVP depois de vencer o Super Bowl XXXV após a temporada de 2000. Ele também é um jogador Pro Bowler de 13 vezes e sete vezes AP First Team All-Pro, três vezes AP All Team All-Pro Selection, e também foi duas vezes All-American na faculdade (1994 e 1995) .
Em 11 de maio de 2010, uma porção da North Avenue de Baltimore foi rebatizada como "Ray Lewis Way" em homenagem ao linebacker e seu trabalho de caridade.
Lewis teve carreiras totais de 2.061 tackles totais (1.567 solo), 19 shells forçados, 117 passes defendidos, 102.5 materiais perdidos, 41.5 sacks, 20 recuperações de fumble, 31 interceptações para 503 jardas, uma segurança e três touchdowns em 228 jogos. Ele foi selecionado para 13 jogos do NFL Pro Bowl, um recorde para um linebacker dentro / meio, em suas 17 temporadas, e liderou a NFL em tackles cinco vezes (1997, 1999, 2001, 2003 e 2004). Em 2003, Lewis liderou todos os linebackers com seis interceptações, um total igual ao recorde de todos os tempos para um linebacker médio em uma única temporada. Lewis foi nomeado primeiro-time Associated Press All-Pro em 1999, 2000, 2001, 2003, 2004, 2008, 2009 e segunda equipe All-Pro em 1997, 1998 e 2010. Suas 10 seleções All-Pro total é um recorde para um linebacker interno / médio e amarra o recorde de um linebacker (Lawrence Taylor também tem 10 seleções). Em 21 jogos de playoff na carreira, Lewis totalizou 214 tackles (135 solo), dois sacks, seis fumble forçado, uma recuperação fumble, duas interceptações para 54 jardas, 15 deflexões de passe, 10,5 de dano e um touchdown.
Lewis foi eleito para o Hall da Fama do Pro Football em 2018, seu primeiro ano de elegibilidade. Lewis se juntou ao companheiro de equipe Jonathan Ogden em Canton; as duas foram as primeiras duas escolhas dos Ravens em Baltimore.

## Vida pessoal
Lewis é cristão, e seu compromisso com sua fé foi apresentado em uma matéria de capa da Sports Illustrated em 2006. Ele tem um total de seis filhos, quatro meninos e duas meninas. Seu filho, Ray Lewis III, jogou futebol universitário na Universidade de Miami e depois na Coastal Carolina. Ele foi demitido do time de futebol da Coastal Carolina e da universidade em 2016, depois de ser indiciado por um júri da Carolina do Sul sob a acusação de agressão sexual de terceiro grau. Seu outro filho, Rayshad Lewis, se comprometeu com o estado de Utah fora do ensino médio. Seu primeiro ano foi bem sucedido. Depois de seu primeiro ano, Rayshad decidiu se transferir para a Universidade de Maryland.
Michael Phelps, um nativo de Baltimore e fã de Ravens, afirmou que encontrou seu propósito de vida e desejo de competir nos Jogos Olímpicos de 2016 depois de procurar o conselho de Lewis.

Em 2015, a autobiografia de Lewis, I Feel Like Going on: Life, Game e Glory, foi publicada.